# Weiss Point
Der Weiss Point (englisch; polnisch Przylądek Weissa) ist eine Landspitze von King George Island im Archipel der Südlichen Shetlandinseln. Sie liegt westlich des Flagstaff Hill auf der Westseite der Keller-Halbinsel und ragt in das Mackellar Inlet hinein.
Polnische Wissenschaftler benannten sie 1980. Namensgeber ist der Seismologe Jozef Weiss, Teilnehmer an einer von 1979 bis 1980 durchgeführten polnischen Antarktisexpedition.